# Gartengiebel (Neues Schloss Stuttgart)

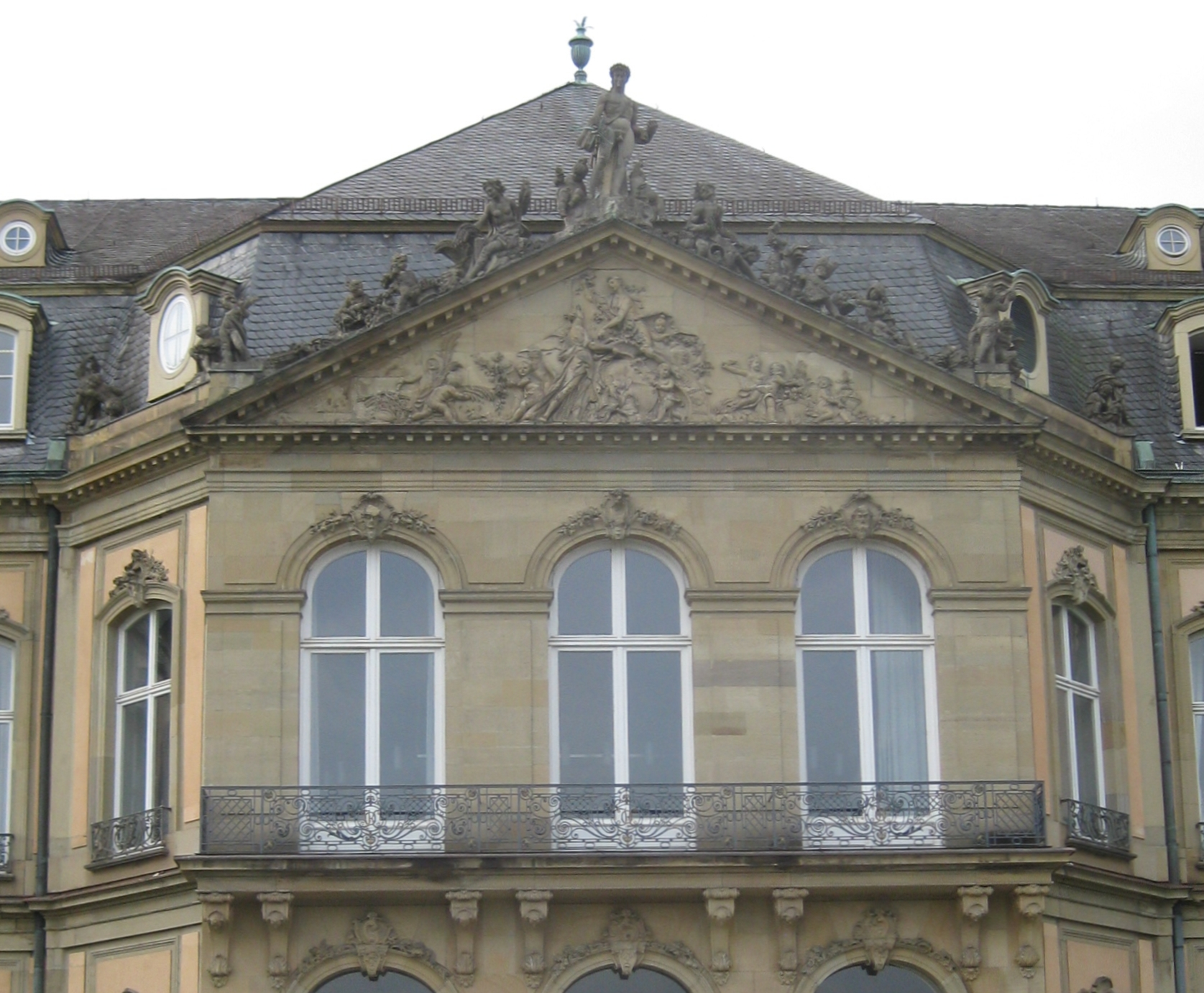
Gartengiebel des Neuen Schlosses in Stuttgart.

Der Gartengiebel des Neuen Schlosses in Stuttgart bildet den Abschluss des Mittelbaus des Gartenflügels an der Schlossgartenseite. Das Giebeldreieck wird von einem Standbild des Apoll mit Pfeil und Bogen überkrönt, begleitet von Ceres und Bacchus. Das Giebelfeld beherrscht Flora, umgeben von Putten, die die vier Jahreszeiten versinnbildlichen.
Die bildhauerische Ausstattung des Giebels wurde 1748 bis 1753 unter Herzog Carl Eugen, dem Erbauer des Neuen Schlosses, von dem italienischen Bildhauer Domenico Ferretti geschaffen.

## Figurenprogramm
Die figürlichen und bildlichen Darstellungen am und im Neuen Schloss gehen auf ein Figurenprogramm zurück, das im Einverständnis mit Herzog Carl Eugen von dem Geheimen Rat und Konsistorialratspräsidenten Georg Bernhard Bilfinger, Professor der Mathematik und Theologie, zusammen mit dem Architekten des Schlosses Leopoldo Retti entworfen wurde.
Während das Programm des Hauptgiebels der Verbildlichung der fürstlichen Tugenden und Eigenschaften dient, bringt der bildhauerische Schmuck des Gartengiebels die Natur im Lauf der Jahreszeiten zur Geltung.
| - Giebeldreieck des Gartengiebels, 2012. | - Giebeldreieck des Gartengiebels Bauaufnahme, 19. Jahrhundert. |

## Beschreibung

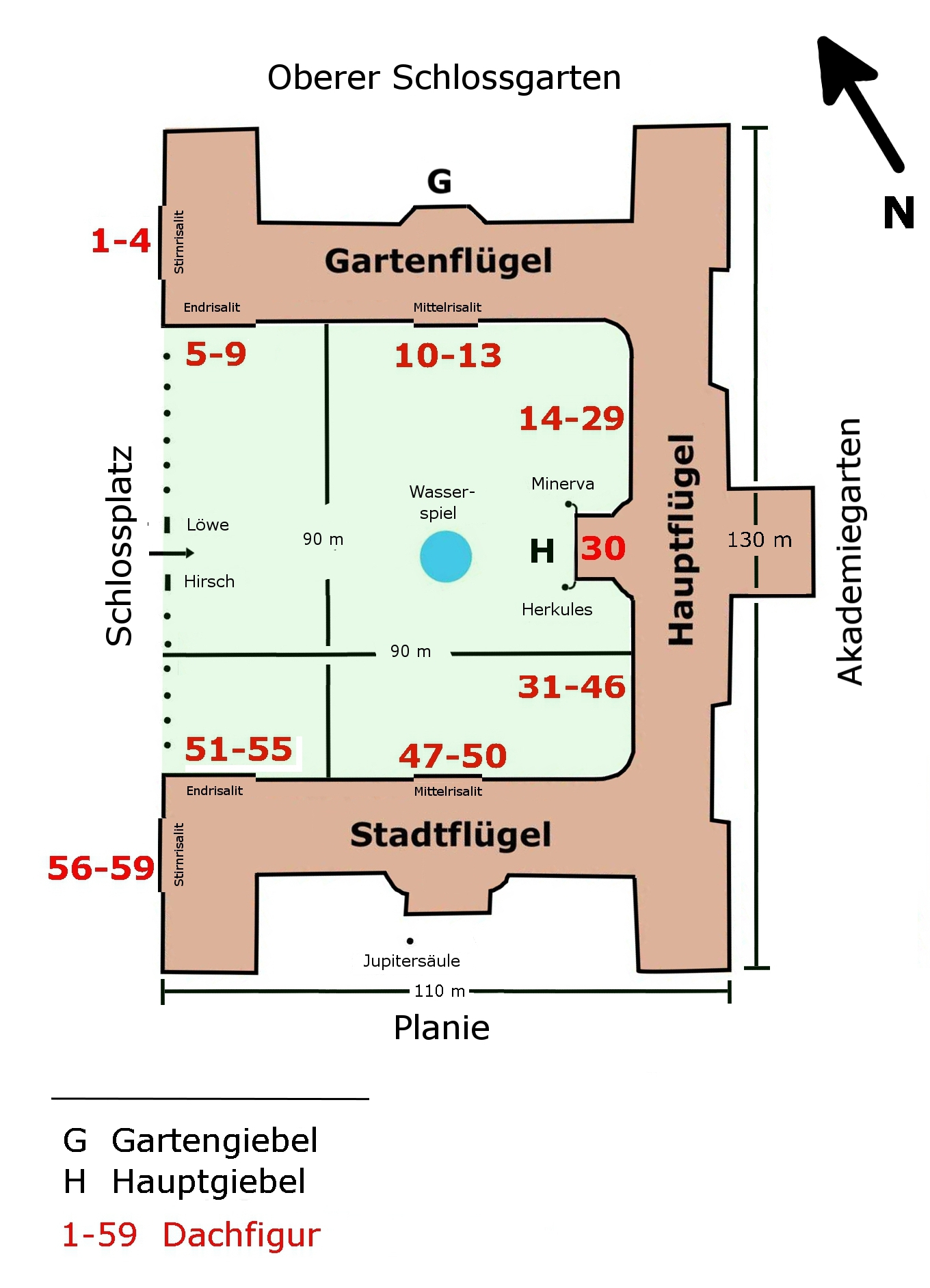
Neues Schloss, Schemagrundriss.

Der Giebelschmuck besteht aus der Giebelbekrönung auf den Schrägen des Giebeldreiecks, dem Relief des Giebeldreiecks und den flankierenden Dachfiguren.

### Giebelbekrönung
Das Giebeldreieck wird von dem Frontalstandbild des gelockten, nackten Apoll bekrönt, dem Gott der Künste und der Bogenschützen, der Pfeil und Bogen in der Hand hält. Eine Bauaufnahme des 19. Jahrhunderts (siehe oben) zeigte Apoll mit einer Leier und mit einem Lendenschurz bekleidet. Zu Füssen des Gottes kauern zwei nackte Putten. Die von ihm abgekehrten, halbnackten Sitzfiguren, die ihn flankieren, überragt Apoll um das Doppelte.
Zu seiner Linken hat sich Ceres, die römische Göttin des Ackerbaus, niedergelassen. Sie hält in einer Hand ein Ährenbündel und streicht mit der anderen über die vor ihr stehenden Ährengarben, während ihr zu Füßen als Symbol des Frühlings zwei nackte Putten mit Girlanden, Blumenkörben und Feldfrüchten ihr Spiel treiben.
Zur Rechten Apolls sitzt der vom Wein berauschte Weingott Bacchus, inmitten von allerlei Gefäßen voller Trauben und mit einem dicken Traubenklotz in der Hand. Ihm zu Füßen tummeln sich als Sinnbild des Winters zwei mit Kurzmäntelchen bekleidete Putten im Weintaumel.

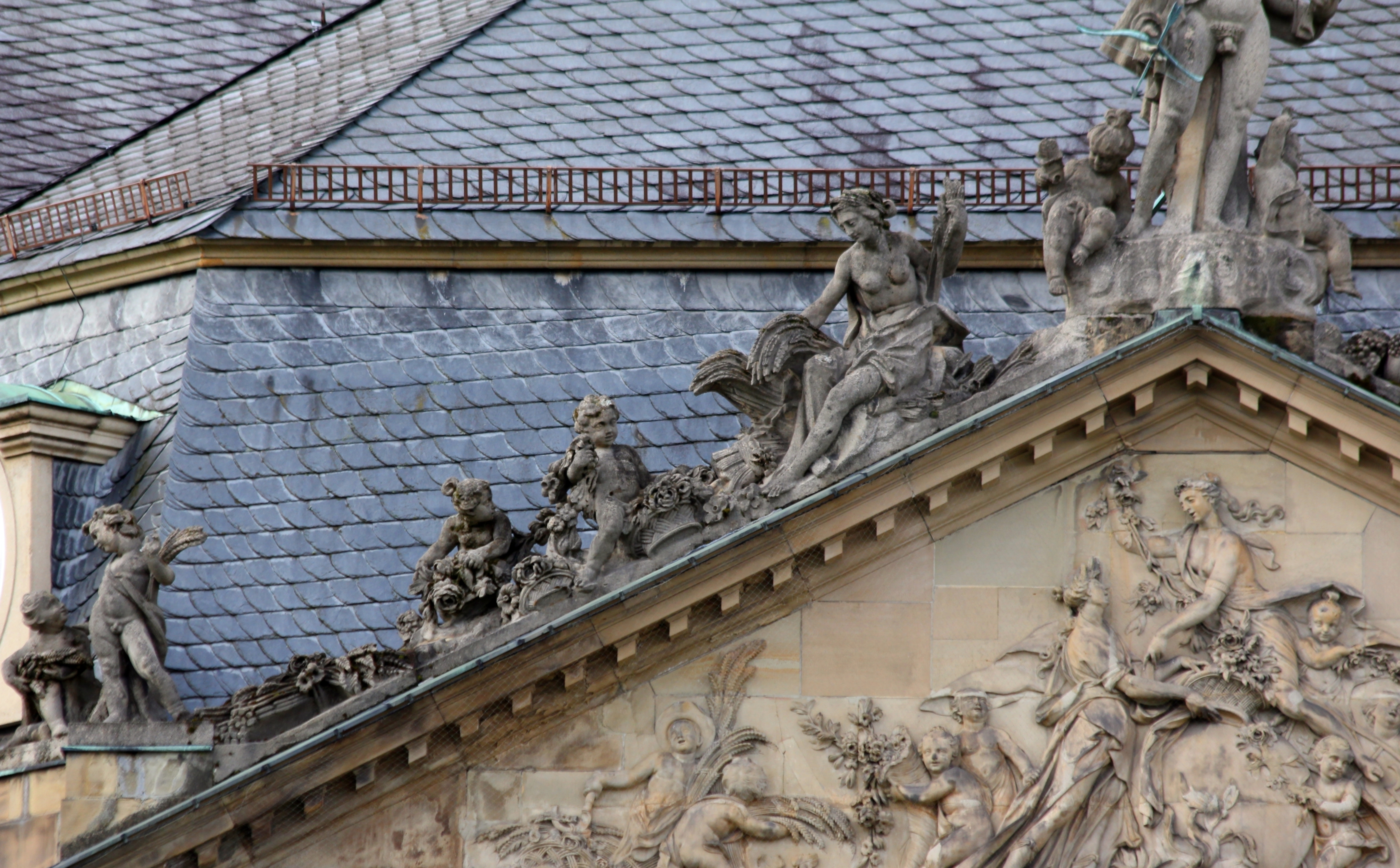
Linke Giebelschräge.
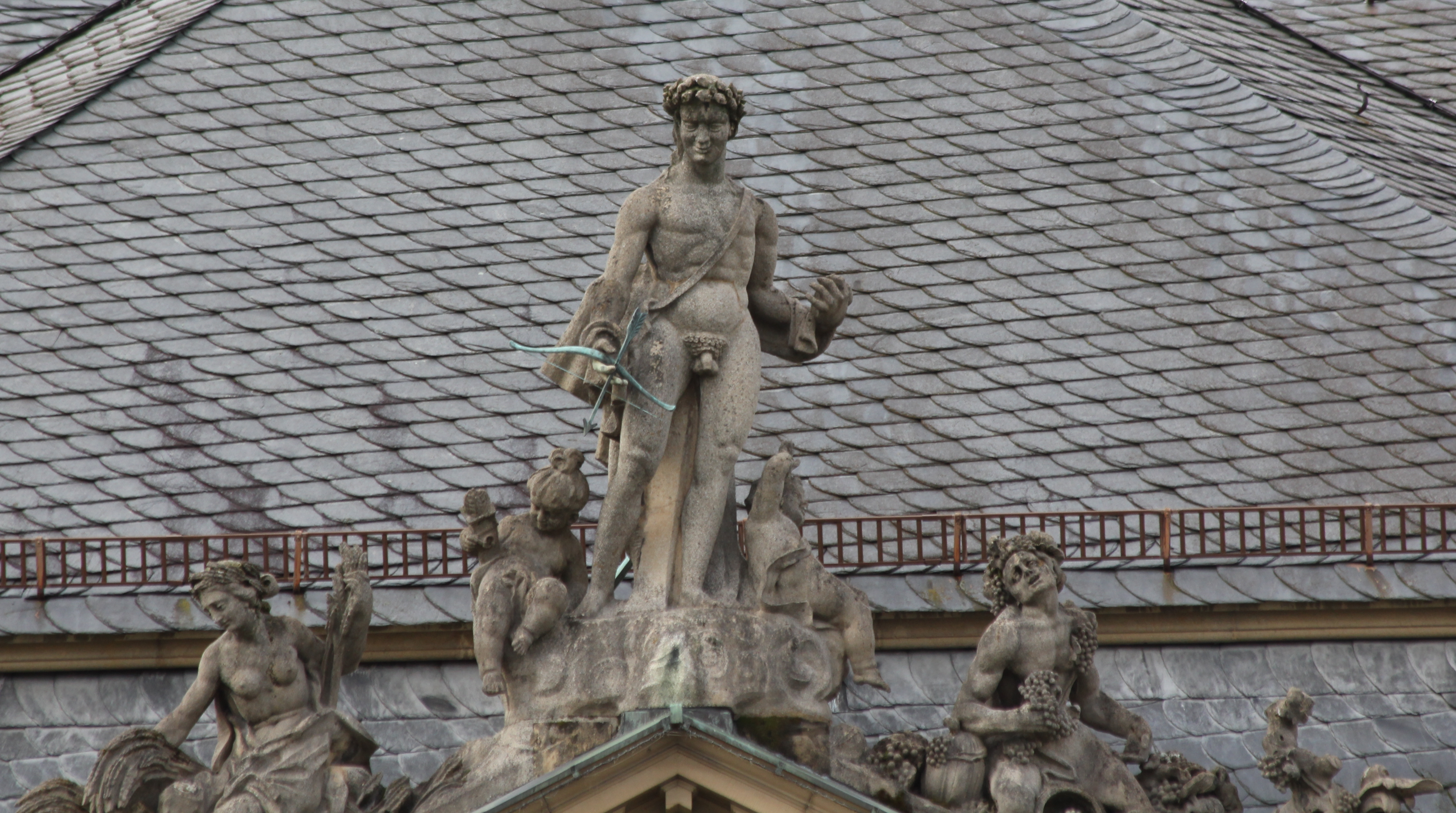
Apollo mit Ceres und Bacchus.
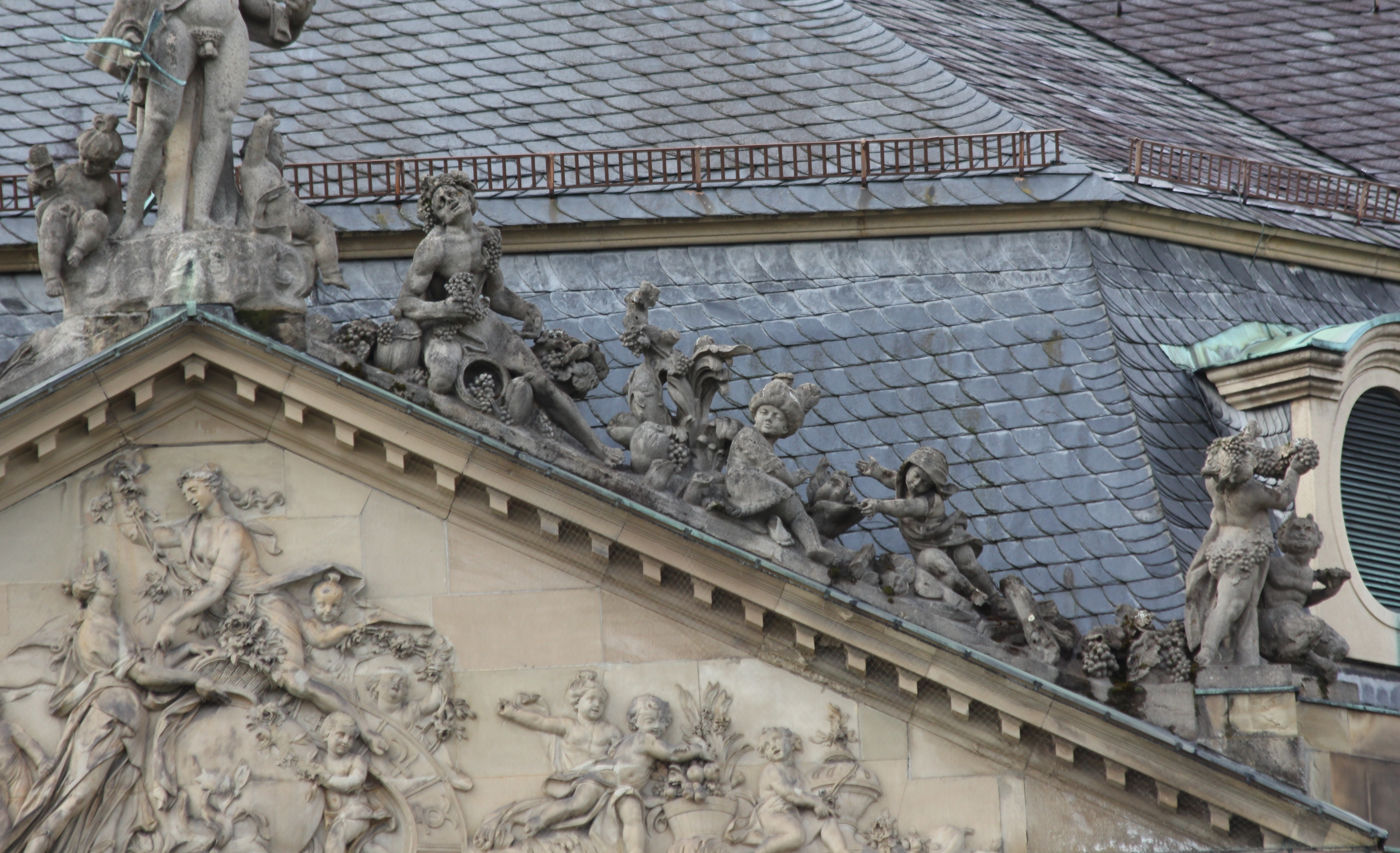
Rechte Giebelschräge.

### Giebeldreieck
Das Giebeldreieck trägt ein Relief mit Flora, der römischen Göttin der Blüte und der Jugend. Wie reitend nach links gewendet schwebt sie über einer Kugel, die einen Skalenring mit Planetenzeichen verdeckt (sichtbar sind Venus, Jupiter und Merkur). Die schöne jugendliche Göttin trägt einen Lockenschopf mit einem langen, dicken Zopf, der vom Wind verwirbelt hinter ihr her wallt. Sie ist mit einem zarten, luftigen Gewand bekleidet, das Brust, Unterarme und Unterschenkel freilässt und mit seiner langen, flatternden Schleppe zwei Putten mit Rosengirlanden als Schutzmantel dient. Mit der linken Hand schürzt sie ihr Kleid, mit dem rechten hochgereckten Arm zieht sie eine lange, üppige Rosengirlande aus einem Korb, den eine Dienerin ihr hinreicht.
Zwei Puttengruppen flankieren die Göttin. Die vier Putten auf der linken Seite versinnbildlichen den Sommer. Sie hantieren mit Ährenbündeln und einem Füllhorn, aus dem eine Rosengirlande quillt. Auf der anderen Seite arrangieren drei herbstliche Putten einen überbordenden Früchtekorb.

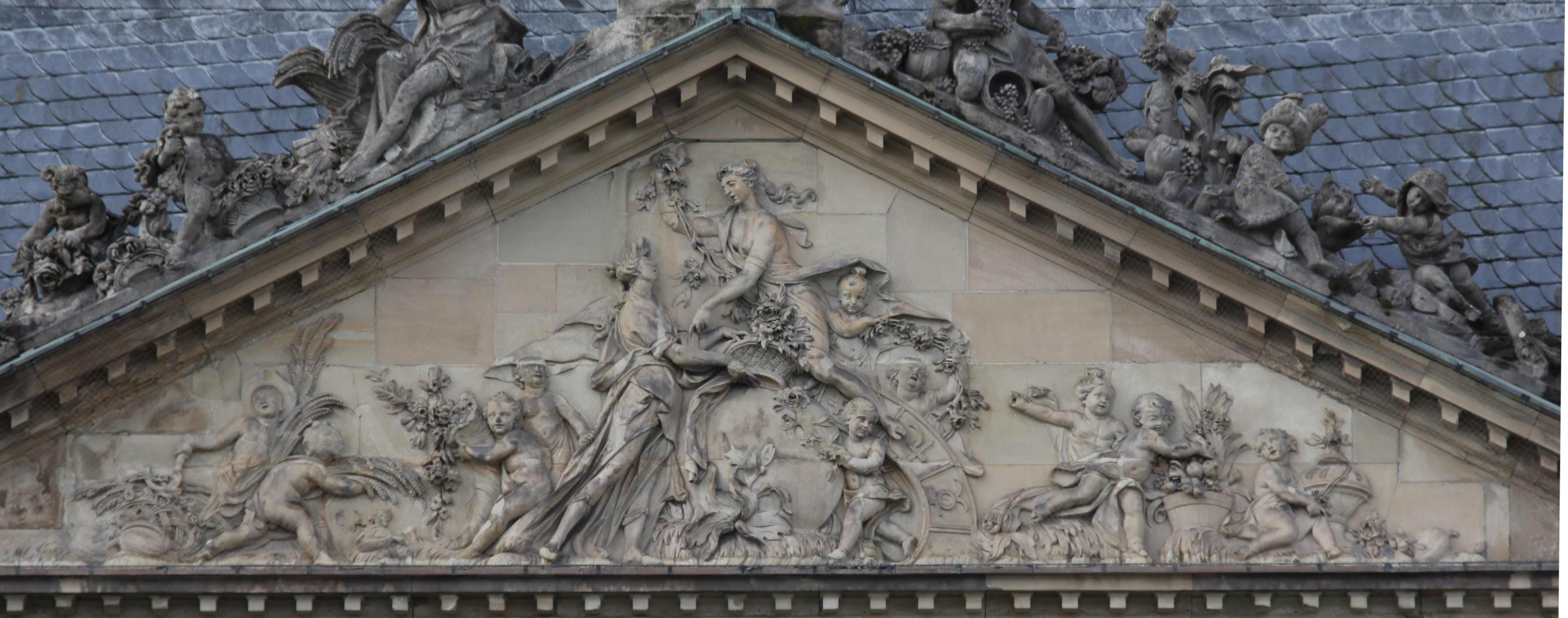
Giebeldreieck.

### Dachfiguren
Der Risalit des Mittelbaus springt über schräge Eckmauern in die Fassadenflucht zurück. Diese enden vor dem Mansarddach in Brüstungen mit Puttengruppen an den Enden. Auf der linken Brüstung steht links ein Paar, das sich mit Blumen beschäftigt (Bild 1), während rechts ein Paar mit Ährenbündeln hantiert (Bild 2). Auf der rechten Brüstung amüsiert sich zur Linken ein zwergwüchsiger Satyr mit einem traubenbehangenen, traubenverschlingenden Putto (Bild 3), während sich rechts ein kleiner Putto unter dem Mantel eines großen Mädchens kuschelt (Bild 4).

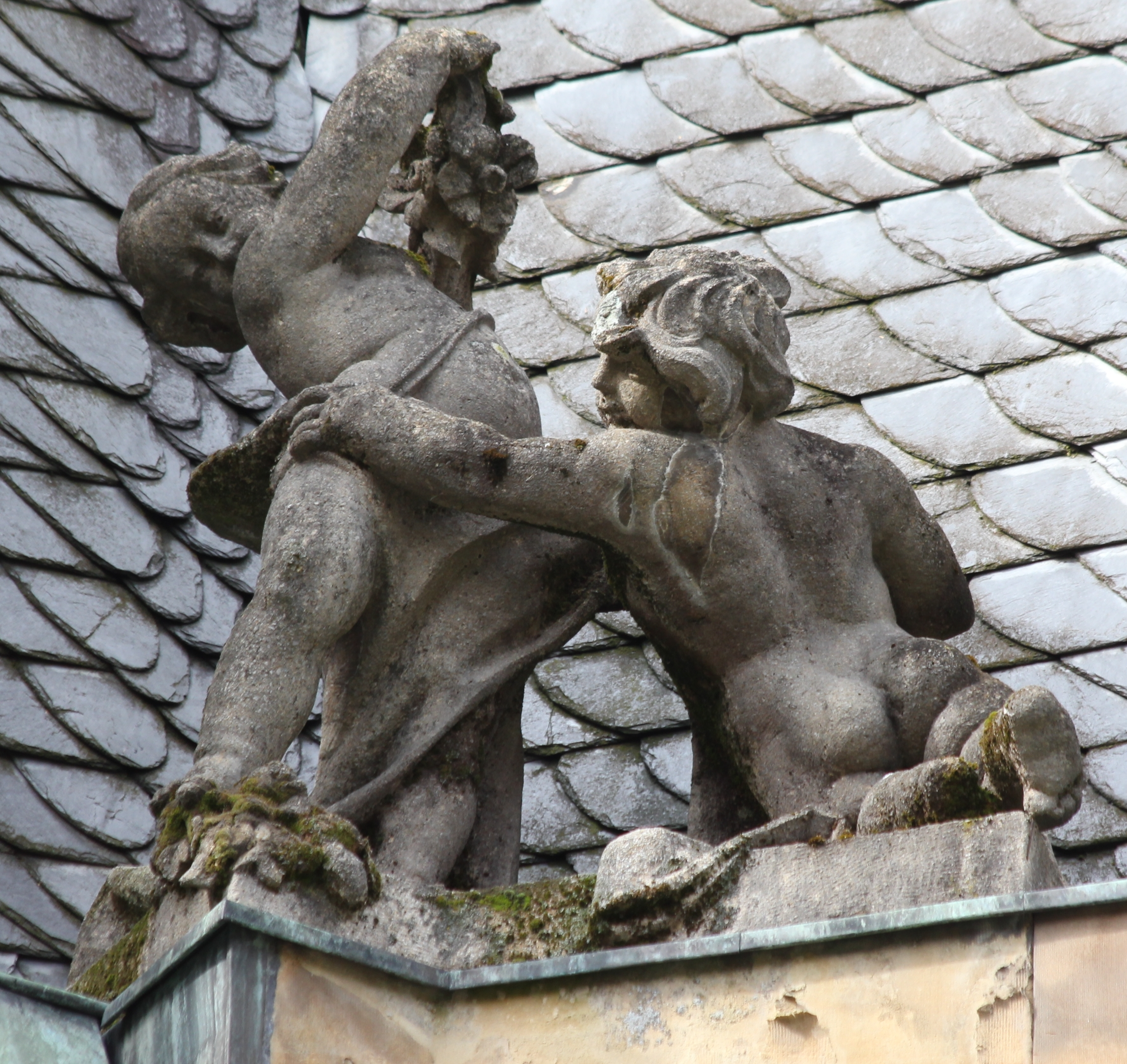
1.
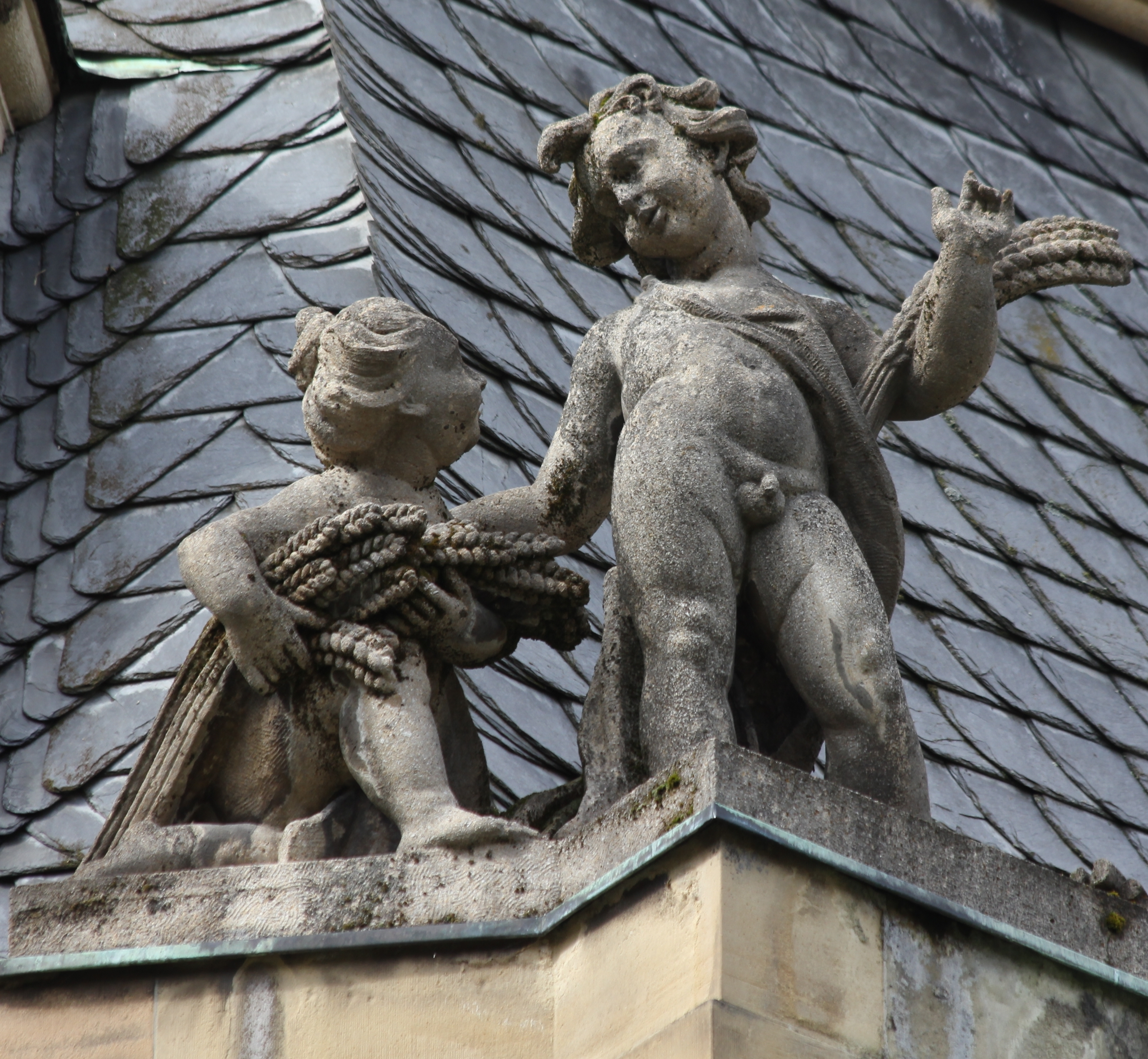
2.
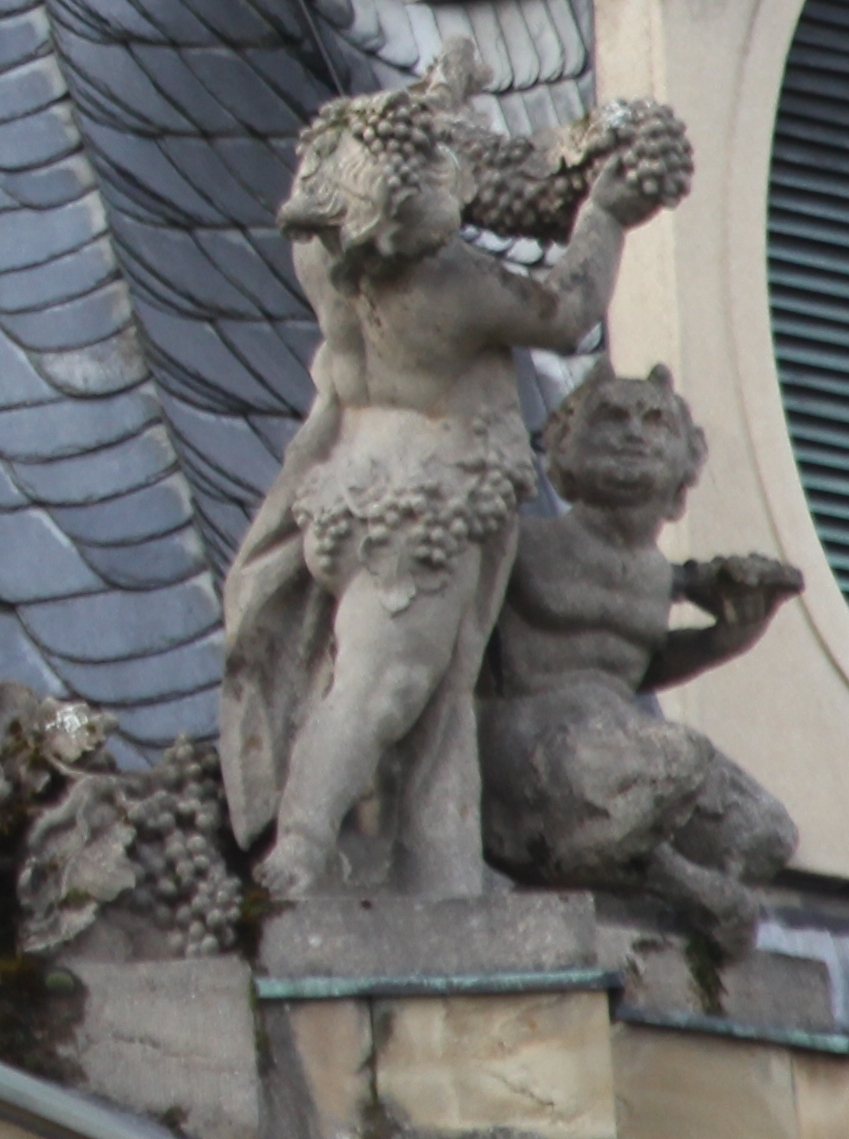
3.
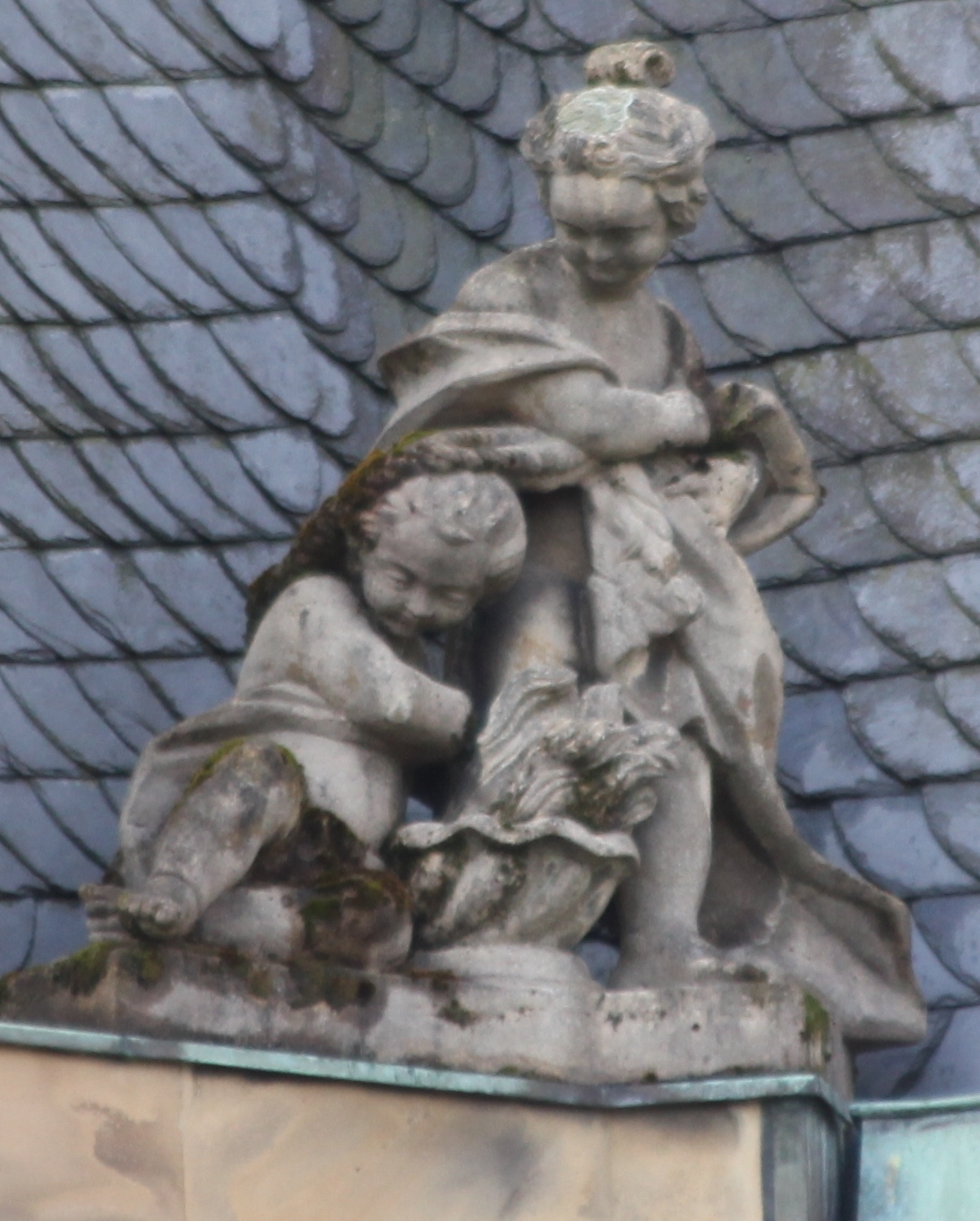
4.